# ゲームボーイポケット
ゲームボーイポケット（GAME BOY pocket）は、1996年7月21日に任天堂が発売した携帯型ゲーム機。発売当初の定価は6,800円。
ゲームボーイの小型軽量化、液晶機能の向上と背景色変更による画面の視認性向上が図られた。2007年10月31日に公式サポートが終了した。
海外版はモノクロ画面を使った海外の任天堂の最後の携帯型ゲーム機である。

## 沿革
- 1996年
  - 5月7日 - 同年7月21日に発売することを発表[2]。
  - 7月21日 - 発売。任天堂による同日発売ソフトは『モグラ～ニャ』。
- 1998年
  - 2月14日 - 6,800円から5,800円に値下げ。
  - 4月14日 - 画面にバックライトを搭載した改良型のゲームボーイライト（GAME BOY LIGHT）発売。型番はMGB-101、希望小売価格は6,800円。電源は単4形乾電池から単3形乾電池に変更された。
  - 11月14日 - 5,800円から3,800円に値下げ[1][3]。
- 2003年
  - 9月30日 - 生産終了。

## ハードウェア
ゲームボーイの開発者であった横井軍平が関わった最後のゲーム機である。横井が任天堂退社の置き土産として、横井とともに任天堂の商品を手掛けた瀧良博に「3か月で作れ」と言って完成させた。
価格を抑えるため開発に際しては徹底的なコスト削減が図られた。電池の残量を示すランプも外され、外部拡張コネクタの通信ポートも「無くせばコスト削減や更なる薄型化ものぞめる」と廃止が検討された。しかしソフト開発者側からの猛反発を受け、妥協案としてコネクタの形状を小型化、コネクタカバーを廃止することで落ち着いた。後に通信機能を生かした『ポケットモンスター』が大ヒットしたが、ゲームボーイポケットの開発に携わっていた出石武宏は「もし無くしていればポケモンの交換も出来なかったわけで。田尻智さんにどうお詫びしたらいいやら」と後年のインタビューで冗談交じりに語っている。

### 仕様
- CPU:LR35902（4MHz）
- RAM:8kバイト
- VRAM:8Kバイト
- ROM:256kビット～32Mビット
- 画面：2.5インチFSTN液晶（4階調モノクロ、160×144ドット）
- スプライト：8×8（最少）1画面中 最大40個表示 / 1水平ライン上に 最大10個表示
- BG：1面／256×256制御（32x32タイル）
- ウィンドウ機能（スクロール制限あり）
- サウンド：パルス波（矩形波）2ch+波形メモリ音源1ch+ノイズ1ch

ステレオ出力可。イヤホン使用時のみステレオ音声。イヤホン未使用時は本体に登載のスピーカーが1つの関係で各チャンネルの音声は合成されてモノラル出力となる。
- 電源:単4形乾電池2本、もしくはバッテリーパック・ACアダプタが使用可能
- 通信ポート:シリアル通信ポートを搭載。ゲームボーイとはコネクタの形状が異なるためゲームボーイと通信する際は変換コネクタ（MGB-004）が必要である。
- バッテリー持続時間：8時間（単4形乾電池使用時）[3]
- 寸法：77.6mm × 127.6mm × 25.3mm
- 重量:150g
- 初期型にはバッテリーの残量確認用のランプ（画面横の赤いランプ）が付いていない。本項目の冒頭に記載された画像は初期型である。また、当機種以降は必要なバッテリー残量が得られないと本体側で強制的に電源が切れる状態となった。そのため、バッテリー残量が判別しない上に、突然電源が切れることが多発した。これらの要因により、ピンクカラー発売を機に全ての本体で残量ランプが搭載されている（初代ゲームボーイではバッテリー残量がわずかでも駆動する場合もあった）。

## 本体

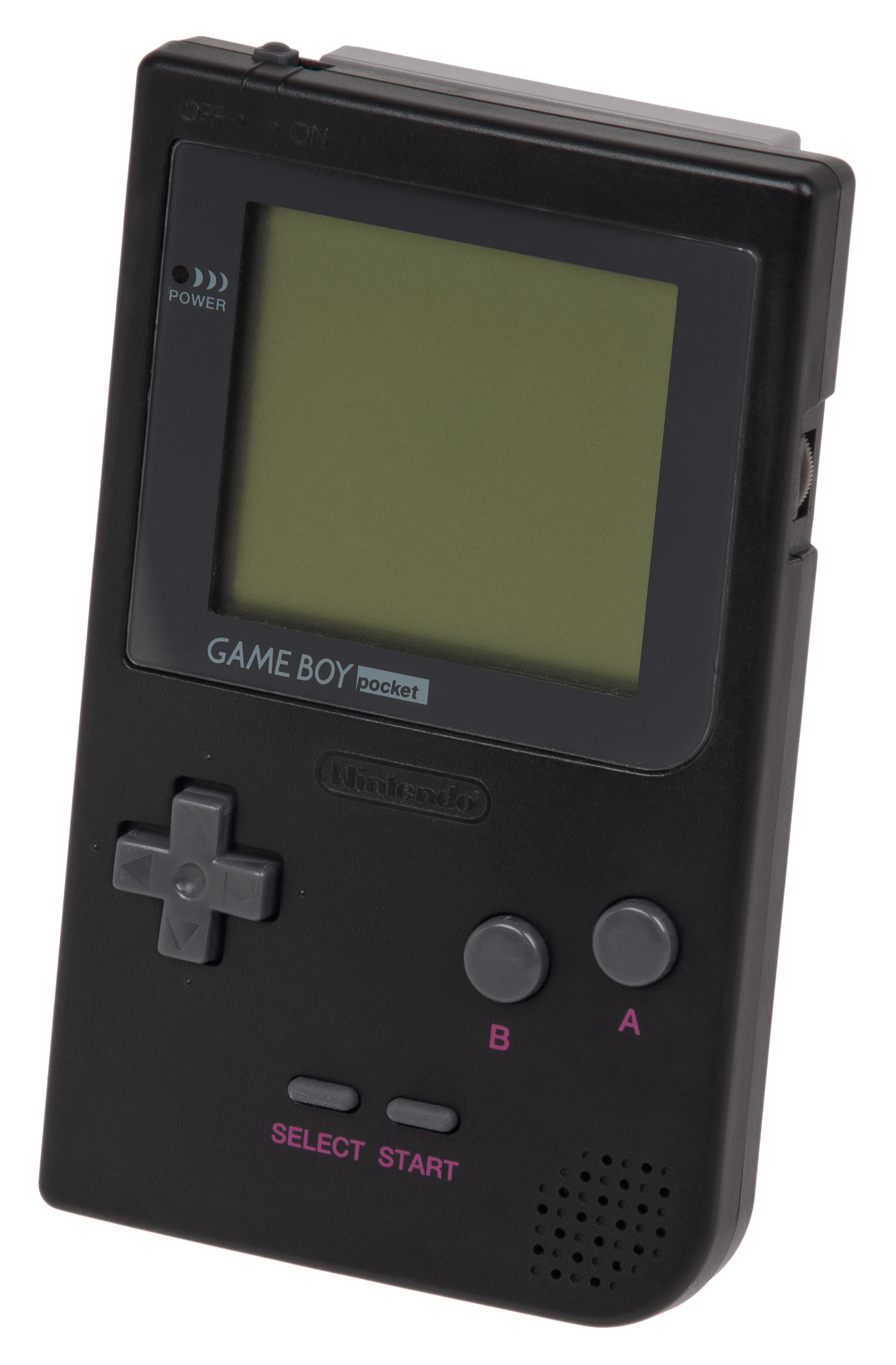
ゲームボーイ
ポケット（後期型）

1996年7月21日発売時の本体カラーは5色、型番はMGB-001。発売当時は6,800円（税別）で1998年11月14日には3,800円に価格改定される。最終的には9色となりゲームボーイシリーズ最多のラインナップであった。
カラーバリエーション
グレー（1996年7月21日 - ）
赤（1996年7月21日 - ）
黄（1996年7月21日 - ）
緑（1996年7月21日 - ）
黒（1996年7月21日 - ）
ピンク（1997年7月11日 - ） 店頭配布チラシでは本機を持ったピーチ姫のイラストに「女の子だって、ゲームボーイ。」のキャッチコピーを添えた。
クリアパープル（1997年11月21日 - ）
銀（1996年10月19日 - ）
銀（1997年 - ）- 液晶のカバーパネルが変更された。希望小売価格7,800円。
金（1997年4月18日 - ）- 1996年8月にトイザラスで限定販売の後、ユーザーからの要望により一般販売された。希望小売価格7,800円。
限定モデル。
スケルトン MODEL-F（1997年） - ファミ通バージョン
ライオンズブルー（1997年） - 西武ライオンズバージョン
ハローキティ（1997年12月） - ハローキティバージョン
クリアブルー（1997年） - 全日空限定カラー
クリア（1997年） - トヨタバージョン
アイスブルー（1997年7月）- トイザらス限定カラー
クリア（1997年12月） - トイザらス限定カラー
エメラルドグリーン（1998年12月）- トイザらス限定カラー

## 周辺機器
ゲームボーイのものと比べて小型化され、後続のゲームボーイライトやゲームボーイカラーと共通のものとなった。
| 型番    | 名称             | 備考                                                      | 価格    |
| ------- | ---------------- | --------------------------------------------------------- | ------- |
| MGB-002 | バッテリーパック | 充電式電池と充電器のセット。GBP・GBL・GBC対応             | 3,500円 |
| MGB-003 | チャージャ       | 充電式電池と充電器のセット。GBP・GBL・GBC対応             | 3,500円 |
| MGB-004 | 変換コネクタ     | GBのコネクタを、GBPにも接続可能にするアダプタ             | 800円   |
| MGB-005 | ACアダプタ       | 家庭用コンセントから電源を供給                            | 1,500円 |
| MGB-006 | ポケットカメラ   | モノクロの簡易型デジタルカメラ                            | 5,800円 |
| MGB-007 | ポケットプリンタ | モノクロの感熱式簡易型プリンタ。電源は単三乾電池6本必要。 | 5,800円 |
| MGB-008 | 通信ケーブル     | 接続コネクタがGBP対応                                     | 1,500円 |
| MGB-009 | プリントシール   | ポケットプリンタ用の感熱紙                                | 500円   |

## CM
成人男女5人が本機を持ちながら踊ったり、ゲームに興じている。一方でナレーターが「小さい、薄い、軽い」「画面もくっきり見やすくなって今までのゲームボーイソフトも遊べる」とアピールするものであった。

## 反響
ポケットモンスターが好評であったこともあり、日本国内では900万台を超える売上台数となった。またデザインが評価され、1997年のグッドデザイン賞を受賞した。
一方で開発に携わった横井は生前に「（ゲームボーイポケットを）やらなきゃよかった」と述べていたことをコトの代表取締役社長である窪田和弘は述懐している。